# تصنيف الفن المتحد

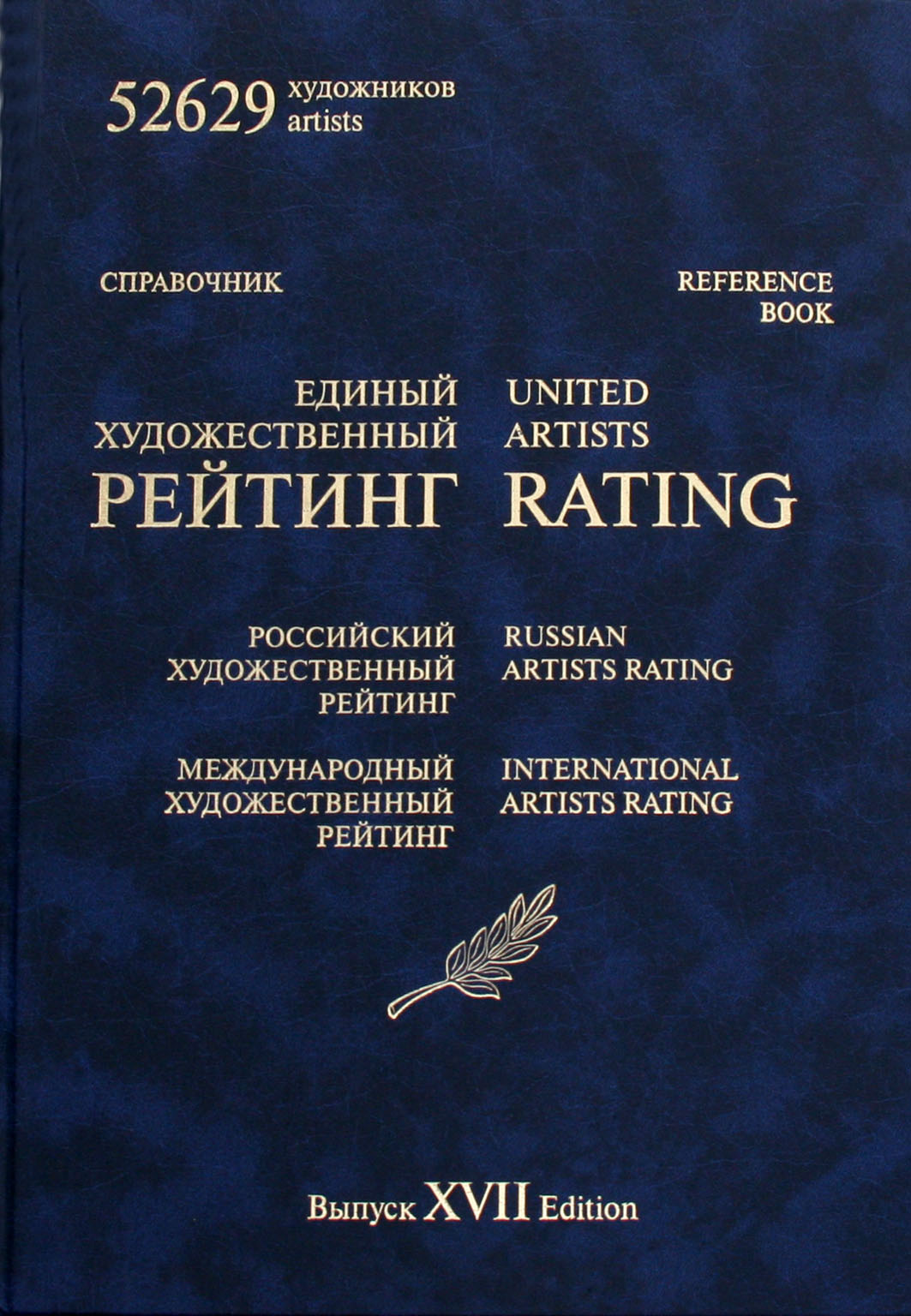
تصنيف الفن المتحد. الطبعة السابعة عشر.

تصنيف الفن المتحد هو كتاب مرجعي نشرتهُ نقابةُ الفنانين التجاريين لروسيا، سنة 1999، كأحد أدوات تنظيم سوق الفن.

## حول
تصنيف الفن المتحد (قبل عام 2012، يُشار إليه باسم تصنيف الفن المتحد) هو تصنيف يتم نشره ككتاب مرجعي دوري ومسجل كويسلة إعلام. اعتبارًا من عام 2016، كان هناك 22 إصدارًا مطبوعًا، وبلغ إجمالي عدد النسخ المطبوعة أكثر من 90000. النسخة الإلكترونية متاحة أيضًا.
في 1 كانون الثاني (يناير) 2016 ، شمل تصنيف الفن المتحد) أسماء وتواريخ الحياة وفئات التصنيف لـ 58965 فنانًا (رسامون، وفناني رسومات وملصقات، وديكور مسرح، ورسامي باتيك، ورسامون، ونحاتون، وصانعو مجوهرات، وخزف، ومؤلفون إلخ.).
رئيس التحرير: سيرجي زاغرايفسكي، رئيس نقابة الفنانين الروسية، وعضو الأكاديمية الروسية للفنون والأكاديمية الروسية لنقاد الفن، وعامل ثقافي محترم من روسيا الاتحادية.
في عام 2002، حازت منظمة تصنيف الفن المتحد على تقدير وزير الثقافة الروسي.

## مبادئ التصنيف
يعمل مركز التصنيف تحت نقابة الفنانين في روسيا ويتمتع بوضع هيئة محلفين مهنية مستقلة، خالية من القضاة والتقديرات. يتم تحديد فئات التصنيف على أساس جميع المعلومات المتاحة حول الأعمال الفنية والسير الذاتية والمعارض والمجموعات والمبيعات من الأعمال والكتالوجات والمنشورات على الإنترنت والصحافة وآراء مؤرخي الفن ومديري الفن واستطلاعات الرأي العام وما إلى ذلك.
يتكون تصنيف الفن المتحد من قسمين:
- تصنيف الفن الروسي (تصنيف فناني الإمبراطورية الروسية والاتحاد السوفياتي والهجرة الروسية والاتحاد الروسي وجمهوريات الاتحاد السوفيتي السابق).
- تصنيف الفنانين العالميين (التصنيف العالمي للفنانين من القرنين الثامن عشر إلى الحادي والعشرين، مما يشكل التراث الفني العالمي).

ينقسم الفنانون إلى فئتين «أ» و«ب»: فنان من الفئة «أ» لا يخضع فعليًا لطلب السوق. فنان من الفئة «ب» موجه بشكل أساسي لطلب السوق.
كل فئة لها مستوياتها من الأولى (قمة التقدير والشهرة؛ يشار إلى الفنانين الكلاسيكيين المتوفين، الذين تم التعرف على أعمالهم الفنية على نطاق واسع في المتاحف) إلى الفئة السابعة (فنانون هواة).
وفقًا للمبادئ المعلنة، يتم تحديد فئات التصنيف بناءً على المعلومات المتاحة حول المعارض والمبيعات ومجموعات الأعمال والكتالوجات والمنشورات والسير الذاتية واستطلاعات الرأي العام وما إلى ذلك. معايير التصنيف هي: مستوى الأعمال الفنية وأهميتها الإنسانية والمهنية والمعارض والأعمال في المتاحف والاعتراف من قبل الجمهور والمعارض ونقاد الفن والأهمية الاجتماعية والمدنية للأعمال ومستوى أسعار الأعمال وما إلى ذلك.
يحتوي تصنيف الفن المتحد على توصيات تسعير حول بيع وشراء الأعمال الفنية.
يتم تغيير تصنيف الفن المتحد وتنقيحه وتكميله باستمرار.

## وصف فئات التصنيف
1 - فنان ذائع الصيت عالميا، اختبر مع الزمن (لما لا يقل عن قرن).
1أ - فنان مشهور عالميًا.
1ب - فنان محترف رفيع المستوى يتمتع بمهارات تنظيمية ملحوظة، وهو مشهور ومطلوب.
2أ - فنان محترف رفيع المستوى يتمتع بشخصية إبداعية مشرقة.
2ب - فنان محترف رفيع المستوى، معترف به ومطلوب في سوق الفن والجمهور.
3ا - فنان محترف بأسلوب فردي مميز.
3ب - فنان محترف، معترف به ومطلوب في سوق الفن والجمهور.
4ا - فنان محترف راسخ ذو إمكانات إبداعية.
4ب - فنان محترف معروف ومطلوب في سوق الفن.
5 أ - فنان محترف ذو إمكانات إبداعية.
5ب - فنان محترف مشكل.
6 أ - فنان محترف تشكيل ذو إمكانات إبداعية.
6ب - فنان محترف تشكيل.
7- فنان هاو ذو منظور تقييم متخصص.
8 - فنان هاوٍ.
9- فنان مبتدئ.
10- فنان متدرب.

## تصنيف الفن الدولي
يشمل تصنيف الفن الدولي الفئات الثلاث الأولى من تصنيف الفن المتحد (أي 1، 1 أ، 1 ب، 2 أ، 2 ب، 3 أ و3 ب). شكل هؤلاء الفنانون ويشكلون تاريخ الفن العالمي في القرنين الثامن عشر والحادي والعشرين. يشمل التقييم الفني الدولي فنانين من الأرجنتين وأستراليا والنمسا وبلجيكا وبوليفيا والبرازيل والمملكة المتحدة وبلغاريا وكندا وكولومبيا وكوبا وجمهورية التشيك وألمانيا واليونان والمجر وإسرائيل وإيطاليا والمكسيك ونيوزيلندا والنرويج وبولندا والبرتغال ورومانيا وروسيا والجمهوريات السوفيتية السابقة، وجمهوريات يوغوسلافيا السابقة، والولايات المتحدة، وفنلندا، وفرنسا، وإسبانيا، وسويسرا، والسويد، واليابان وبعض الدول الأخرى، مثل ناميبيا.
يتم تمثيل جميع الفنانين المشهورين في الفترة المذكورة في المشروع مثل فنسنت فان جوخ، بابلو بيكاسو، هنري ماتيس، فاسيلي كاندينسكي، إميل نولده، جوزيف بويز، آندي وارهول على سبيل المثال لا الحصر. من ناميبيا على سبيل المثال تم إدراج الفنانين  أدولف جينش وهانز انطون أشينبورن وديتر أشينبورن وأولي أشينبورن في المشروع (انظر «مشروع الإنترنت» ضمن «الروابط الخارجية» أدناه). يشكل فن الفنانين المصنفين التراث الفني العالمي.
تم إنشاء مشروع الإنترنت «أعظم فناني العالم في القرنين الثامن عشر والحادي والعشرين» على أساس التصنيف الدولي للفنون (حوالي 11000 فنان). قبل عام 2014، كان يسمى المشروع «10000 من أفضل الفنانين العالميين في القرنين الثامن عشر والحادي والعشرين»

## الطبعات المطبوعة[4]
تصنيف الفن المتحد. الطبعة الثانية والعشرون. 49896 فنانين. - موسكو، 2015. - 324 ص. عدد النسخ المطبوعة - 1100.
تصنيف الفن المتحد. الطبعة الحادي والعشرون. 47832 فنانين. - موسكو، 2014. - 978-5-904913-21-2. 308 (الرقم العالمي الموحد للكتاب) ص. عدد النسخ المطبوعة - 1100.
تصنيف الفن المتحد. طبعة العشرون. 3816 مهندس معماري. - موسكو، 2013. - 89 ص. عدد النسخ المطبوعة - 1100.
تصنيف الفن المتحد. الطبعة التاسعة عشر. 47579 فنانين. - موسكو، 2012. - 978-5-904913-19-9. 294 (الرقم العالمي الموحد للكتاب) ص. عدد النسخ المطبوعة - 1100.
تصنيف الفنانين المتحدة. الطبعة الثامنة عشر. 53364 فنانين. - موسكو، 2011. -   978-5-904913-09-0. 367 (الرقم العالمي الموحد للكتاب)ص. عدد النسخ المطبوعة - 1100.
تصنيف الفنانين المتحدة. الطبعة السابعة عشر. 52629 فنانا. - موسكو، 2010. -  978-5-904913-03-8. 357 (الرقم العالمي الموحد للكتاب) ص. عدد النسخ المطبوعة - 5000.
تصنيف الفنانين المتحدة. الطبعة السادسة عشر. 43084 فنانين. - موسكو، 2009. - 978-594-025-112-5. 275 (الرقم العالمي الموحد للكتاب) ص. عدد النسخ المطبوعة - 5000.
تصنيف الفنانين المتحدة. الإصدار الخامس عشر. 41076 فنانين. - موسكو، 2008. - 5-94025-100-5. - 252 (الرقم العالمي الموحد للكتاب) ص. عدد النسخ المطبوعة - 5000.
تصنيف الفنانين المتحدة. الطبعة الرابعة عشر. 39894 فنانين. - موسكو، 2008. - 5-94025-087-4. - 268  (الرقم العالمي الموحد للكتاب)ص. عدد النسخ المطبوعة - 5000.
تصنيف الفنانين المتحدة. الطبعة الثالثة عشر. 38039 فنانين. - موسكو، 2007. - 5-94025-086-6. - 464 (الرقم العالمي الموحد للكتاب) ص. عدد النسخ المطبوعة - 5000.
تصنيف الفنانين المتحدة. الطبعة الثانية عشر. 36157 فنانين. - موسكو، 2006. - 447 ص. عدد النسخ المطبوعة - 5000.
تصنيف الفنانين المتحدة. الطبعة الحادي عشر. 33405 فنانين. - موسكو، 2006. - 5-94025-075-0. - 415  (الرقم العالمي الموحد للكتاب) ص. عدد النسخ المطبوعة - 5000.
تصنيف الفنانين المتحدة. طبعة العاشرة. 30448 فنانين. - موسكو، 2005. - 9785940250708. - 368 (الرقم العالمي الموحد للكتاب)ص. عدد النسخ المطبوعة - 5000.
تصنيف الفنانين المتحدة. الطبعة التاسعة. 27754 فنانين. - موسكو، 2004. - 5-94025-061-0. - 336 (الرقم العالمي الموحد للكتاب) ص. عدد النسخ المطبوعة - 5000.
تصنيف الفنانين المتحدة. الطبعة الثامنة. - فن المجوهرات. - 1689 صائغ. - موسكو، 2004. 5-94025-050-5. - 128  (الرقم العالمي الموحد للكتاب)ص. عدد النسخ المطبوعة - 5000.
تصنيف الفنانين المتحدة. الطبعة السابعة. 21324 فنانا و 832 قاعة عرض. - موسكو، 2003. - 5-94025-037-8. - 360  (الرقم العالمي الموحد للكتاب)ص. عدد النسخ المطبوعة - 5000.
تصنيف الفنانين المتحدة. الطبعة السادسة. المهندسين المعماريين. - 2124 معماريًا. - موسكو، 2002. - 5-94025-027-0.–96 (الرقم العالمي الموحد للكتاب)ص. عدد النسخ المطبوعة - 5000.
تصنيف الفنانين المتحدة. الإصدار الخامس. 12572 فنانا و 755 قاعة عرض. - موسكو، 2002. - 5-94025-017-3. - 336  (الرقم العالمي الموحد للكتاب)ص. عدد النسخ المطبوعة - 5000.
تصنيف الفنانين المتحدة. الطبعة الرابعة. 9112 فنانا و 533 صالة عرض. - موسكو، 2001. - 5-94025-010-6. - 312  (الرقم العالمي الموحد للكتاب)ص. عدد النسخ المطبوعة - 5000.
تصنيف الفنانين المعاصرين والقرن الثامن عشر والعشرين. الطبعة الثالثة. - 7524 فنان. - موسكو، 2000(الرقم العالمي الموحد للكتاب). -  594025005. - 320 ص. عدد النسخ المطبوعة - 5000.
تقييم الفنانين المعاصرين. الرسامين وفناني الجرافيك. الطبعة الثانية. - 3150 فنان. - موسكو، 2000. - (الرقم العالمي الموحد للكتاب)5-94025-003-3. - 117 ص. عدد النسخ المطبوعة - 5000.
تصنيف نقابة الفنانين التجاريين. الرسامين وفناني الجرافيك. - 1887 فنان. - موسكو، 2000. -  5-94025-001-7. - 80(الرقم العالمي الموحد للكتاب)ص. عدد النسخ المطبوعة - 5000.

## روابط خارجية
- United Artists Rating. Official site.
- Internet-project "Greatest world artists of XVIII–XXI centuries"